# 10人制ラグビー
10人制ラグビー（10にんせいラグビー、英: Rugby tens, ten-a-side, Xs）は、1チーム10人の選手で行われるラグビーユニオンである。5人のフォワードと5人のバックスで構成される。試合時間は前後半各10分で、シンビンは3分。フィールドの広さは15人制と同じ、正規のものとする。スクラムは攻撃再開のための起点とだけ考えるルールと、15人制同様に押し合う場合がある。2012年にIRBは10人制のルールを発行した。ゲームはマレーシア、インドネシア、シンガポール、韓国、タイなどで人気がある。
10人制ラグビーはマレーシアで考案された。コブラテンズが大きな大会である。また、香港10人制ラグビー大会も大きな大会として、人気を集めている。
日本においては、関東医歯薬大学リーグで、人数不足に悩む大学で、1999年度から10人制も併用された。